# 史维祥
史维祥（1928年1月—），男，江苏溧阳人，中国机械工程专家、流体传动与控制学科创始人之一，西安交通大学前校长。

## 生平
1952年毕业于上海交通大学，1956年赴苏联加里宁工学院攻读研究生，1960年毕业，获副博士学位。